# OmniPlan
OmniPlan是由总部位于美國华盛顿州西雅圖市的Omni Group開發的一款规划和项目管理软件。2006年6月6日，该软件以公开测试版的形式发布。
2007年6月，Macworld对OmniPlan 1.0的評價為該軟件的可定制性非常卓越，但该软件不太可能满足管理多个复杂项目的项目经理的需求。